# BE Circuit 2021
Der BE Circuit 2021 war die 35. Auflage dieser europäischen Turnierserie im Badminton.

## Die Wertungsturniere
| Termin                 | Turnier                              | Austragungsort   | Typ                     |
| ---------------------- | ------------------------------------ | ---------------- | ----------------------- |
| 14.–17. Januar 2021    | Estonian International abgesagt      | Tallinn          | International Series    |
| 21.–24. Januar 2021    | Swedish Open abgesagt                | Uppsala          | International Series    |
| 28.–31. Januar 2021    | Iceland International abgesagt       | Reykjavík        | Future Series           |
| 24.–27. Februar 2021   | Austrian Open abgesagt               | Wien             | International Challenge |
| 3.–6. März 2021        | Slovak Open abgesagt                 | Trenčín          | Future Series           |
| 25.–28. März 2021      | Polish Open 2021                     | Gniezno          | International Challenge |
| 15.–18. April 2021     | Dutch International abgesagt         | Wateringen       | International Series    |
| 6.–9. Mai 2021         | Portugal International 2021 verlegt  | Caldas da Rainha | International Series    |
| 19.–22. Mai 2021       | Slovenia International 2021          | Maribor          | International Series    |
| 27.–30. Mai 2021       | Austrian Open 2021                   | Graz             | International Series    |
| 10.–13. Juni 2021      | Lithuanian International 2021        | Kaunas           | Future Series           |
| 16.–19. Juni 2021      | German International abgesagt        | Bonn             | Future Series           |
| 16.–19. Juni 2021      | Spanish International 2021           | La Nucia         | International Challenge |
| 7.–11. Juli 2021       | St. Petersburg White Nights abgesagt | Gattschina       | International Challenge |
| 5.–8. August 2021      | Denmark Masters 2021 verlegt         | Esbjerg          | International Challenge |
| 9.–12. August 2021     | Bulgaria Open abgesagt               | Sofia            | International Series    |
| 26.–29. August 2021    | Latvia International 2021 verlegt    | Jelgava          | Future Series           |
| 2.–5. September 2021   | Greece International 2021 verlegt    | Lavrio           | Future Series           |
| 7.–10. September 2021  | Ukraine International 2021           | Charkiw          | International Series    |
| 15.–18. September 2021 | Finnish Open abgesagt                | Vantaa           | International Series    |
| 23.–26. September 2021 | Polish International 2021            | Zakopane         | International Series    |
| 30.-3. Oktober 2021    | Croatian International abgesagt      | Zagreb           | Future Series           |
| 7.–10. Oktober 2021    | Bulgarian International 2021         | Sofia            | Future Series           |
| 13.–17. Oktober 2021   | Dutch Open 2021                      | Almere           | International Challenge |
| 14.–17. Oktober 2021   | Cyprus International 2021            | Nicosia          | Future Series           |
| 21.–24. Oktober 2021   | Czech Open 2021 verlegt              | Brünn            | International Series    |
| 27.–30. Oktober 2021   | Belgian International 2021 verlegt   | Löwen            | International Challenge |
| 27.–30. Oktober 2021   | Israel International abgesagt        | Chazor Aschdod   | Future Series           |
| 3.–6. November 2021    | Hungarian International 2021         | Budaörs          | International Series    |
| 11.–14. November 2021  | Norwegian International abgesagt     | Sandefjord       | International Series    |
| 17.–20. November 2021  | Irish Open 2021                      | Dublin           | International Challenge |
| 25.–28. November 2021  | Scottish Open 2021                   | Glasgow          | International Challenge |
| 25.–28. November 2021  | Slovenia Future Series 2021          | Brežice          | Future Series           |
| 1.–4. Dezember 2021    | Welsh International 2021             | Cardiff          | International Challenge |
| 16.–19. Dezember 2021  | Italian International 2021           | Mailand          | International Series    |